# 园林路站 (南通市)
園林路站是南通轨道交通2号线的地铁车站，位于中华人民共和国江苏省南通市崇川区 青年路与園林路交叉口地下，于2023年12月27日开通。

## 车站结构
園林路站沿青年路设置，呈東西走向，为地下二层岛式站台车站。车站地下一层为站厅层，地下二层为站台层，车站东侧设有停车避让线和列车折返线。
| 地面              | 出入口 | 1、2、3、4出入口                                                                                    |
| 地下一层          | 站厅   | 客服中心、自动售票机、验票机                                                                        |
| 地下二层          | 站台层 | \| \| \| 2号线往幸福（五一路） \| \| 島式 · 開左邊车门 \| \| \| \| \| \| 2号线往先锋（汽车东站） \| |
|                   |        | 2号线往幸福（五一路）                                                                               |
| 島式 · 開左邊车门 |        | |
|                   |        | 2号线往先锋（汽车东站）                                                                             |

## 车站出口
園林路站共设4个出口，各出口及周围设施如下所示：
| 编号                | 周边信息                                 | 照片                             | 无障碍设施 |
| ------------------- | ---------------------------------------- | -------------------------------- | ---------- |
| 1 · 出口 · （设有） | 园林路（西）、青年中路（南）、惠泽苑     |                                  |            |
| 2 · 出口            | 园林路（东）、青年中路（南）             |                                  | 不適用     |
| 3 · 出口            | 园林路（东）、青年中路（北）、逸都、云筑 | 南通轨道交通2号线，园林路站3号口 | 不適用     |
| 4 · 出口            | 园林路（西）、青年中路（北）             |                                  | 不適用     |
| 图例： 设有         |                                          |                                  |            |

## 车站历史
- 2020年8月14日，正式站名公布，本站命名为園林路站[2]。
- 2023年12月27日，随2号线一期工程通车一同开通[1]。